# آبغل (مقاطعة فيروزآباد)
آبغل (بالفارسية: آبگل) هي قرية تقع في قسم برزيتون الريفي (مقاطعة فيروزآباد) في إيران. يقدر عدد سكانها بـ 1,579 نسمة .